# Hans Peter Korff
Pour les articles homonymes, voir Korff.
Hans Peter Korff, né le 24 août 1942 à Hambourg et mort le 9 mars 2025, est un acteur allemand de théâtre, de cinéma et de télévision.

## Biographie
Hans Peter Korff naît le 24 août 1942 à Hambourg.
Son père est typographe, Hans Peter Korff aurait dû exercer la même profession, mais il racontera plus tard en 2012 dans une entrevue pour son 70e anniversaire : « J'ai fait mon apprentissage dans une horrible usine ».
Le jeune apprenti entre à 17 ans au théâtre étudiant de l'université de Hambourg, où Claus Peymann est le chef de la troupe. Et  Hans Peter Korff réussit à entrer à l'école supérieure de musique et de théâtre de sa ville natale, où Eduard Marks enseigne, sans avoir passé le bac. 
À partir du milieu des années 1960, il apparaît dans plus de 160 productions différentes.
Ses rôles les plus connus sont probablement celui du facteur Oncle Heini dans la série pour enfants de la ZDF Neues aus Uhlenbusch (1977-1982) et celui du père de famille Siegfried 'Sigi' Drombusch dans la série de la ZDF Diese Drombuschs (1983-1994). De nombreuses personnes se souviennent également de lui en tant qu'oncle Hellmuth dans le film de cinéma de Loriot Pappa ante portas (1991). Le nombre de ses apparitions à la télévision est énorme.
En 1992 il épouse l'actrice Christiane Leuchtmann.
Hans Peter Korff meurtà 82 ans le 9 mars 2025.